# Joe E. Legend
 (février 2025).
Motif : Les sources sont des bases de données
- Archive Wikiwix
- Bing
- Cairn
- DuckDuckGo
- E. Universalis
- Gallica
- Google
- G. Books
- G. News
- G. Scholar
- Persée
- Qwant
- (zh) Baidu
- (ru) Yandex
- (wd) trouver des œuvres sur Wikidata

| 1. | Préciser le motif de la pose du bandeau. | Précisez le motif de la pose du bandeau en utilisant la syntaxe suivante : {{admissibilité à vérifier\|date=mars 2025\|motif=remplacez ce texte par le motif}}                     |
| 2. | Informer les utilisateurs concernés.     | Pensez à avertir le créateur de l'article, par exemple, en insérant le code ci-dessous sur sa page de discussion : {{subst:avertissement admissibilité à vérifier\|Joe E. Legend}} |

Joseph Edward Hitchen (né le 2 septembre 1969 à Toronto), mieux connu sous le pseudonyme Joe E. Legend ou plus simplement Joe Legend, est un lutteur professionnel (catcheur) canadien. Legend est brièvement sous contrat avec la World Wrestling Entertainment et la Total Nonstop Action Wrestling où il fut champion par équipe National Wrestling Alliance, il est toutefois plus connu pour travailler régulièrement en Europe notamment en France à la International Catch Wrestling Alliance où il gagnera le titre de champion poids lourd le 22 septembre 2007 face à Raven à Souffelweyersheim. Legend défendra plusieurs fois la ceinture ICWA avec succès avant de la perdre en 2011 au profit de Luca Di Leo.

## Carrière
Il est surtout connu pour avoir formé dans son école les catcheurs Christian et Edge. Il a aussi formé une équipe avec Edge nommée "Sex And Violence".

## Palmarès
- Catch Wrestling Association
  - 1 fois CWA World Tag Team Champion - avec Rhino Richards

- Insane Championship Wrestling
  - 1 fois ICW/MWCW Mid-West Unified Tag Team Champion - avec Sexton Hardcastle
  - 1 fois ICW Brass Knuckles Champion

- International Catch Wrestling Alliance
  - 1 fois ICWA Heavyweight Championship

- International Wrestling Association
  - 1 fois IWA Intercontinental Heavyweight Champion
  - 1 fois IWA Television Champion

- Swiss Wrestling Federation
  - 1 fois SWF Powerhouse Championship

- Total Nonstop Action Wrestling
  - 1 fois NWA World Tag Team Champion - avec Kevin Northcutt

- World Infinity Wresting
  - 1 fois WIF Tag Team Champion - avec Chris Chavis

- World Wrestling Professionals
  - 1 fois WWP World Heavyweight Champion